# 7. huzarski polk (Avstro-Ogrska)
Za druge 7. polke glejte 7. polk.
7. huzarski polk (izvirno nemško Jazigier und Kumanier Husaren Regiment »Wilhelm II. Deutscher Kaiser und König von Preußen« Nr. 7) je bil konjeniški polk avstro-ogrske skupne vojske.

## Zgodovina
Polk je bil ustanovljen leta 1798. 

### Prva svetovna vojna
Polkovna narodnostna sestava leta 1914 je bila sledeča: 98% Madžarov in 2% drugih.
Polkovne enote so bile garnizirane v Debrecenu (štab in II. divizion) in v Oradei (I. divizion).

## Poveljniki polka
- 1859: Edmund Belcredi[5]
- 1865: Edmund Belcredi[6]
- 1879: Carl Mecséry de Tsoor[7]
- 1908: Bruno von Schönberger[8]
- 1914: Bela Berzeviczy von Berzevicze und Kakas-Lomnitz[9]